# Damernas K-4 500 meter i kanotsport vid olympiska sommarspelen 1984
Damernas K-4 500 meter vid olympiska sommarspelen 1984 hölls på Lake Casitas i Los Angeles. 

## Medaljörer
| Gren          | Guld                                                                     | Silver                                                           | Brons                                                             |
| K-4 500 meter | Rumänien Agafia Constantin Nastasia Ionescu Tecla Marinescu Maria Ştefan | Sverige Agneta Andersson Anna Olsson Eva Karlsson Susanne Wiberg | Kanada Alexandra Barre Lucie Guay Susan Holloway Barbara Olmstead |

## Resultat

### Final
| Gold   | Agafia Constantin, Nastasia Ionescu, Tecla Marinescu och Maria Ştefan (ROU) | 1:38.34 |
| Silver | Agneta Andersson, Anna Olsson, Eva Karlsson och Susanne Wiberg (SWE)        | 1:38.87 |
| Bronze | Alexandra Barre, Lucie Guay, Susan Holloway och Barbara Olmsted (CAN)       | 1:39.40 |
| 4.     | Shelia Conover, Shirley Dery, Leslie Klein och Ann Turner (USA)             | 1:40.49 |
| 5.     | Josefa Idem, Regina Schmidt, Barbara Schüttpelz och Judith Skolnik (FRG)    | 1:42.68 |
| 6.     | Wenche Lægried, Kari Ofstad, Ingeborg Rasmussen och Anne Wahl (NOR)         | 1:42.97 |
| 7.     | Janine Lawler, Lucy Perrett, Lesley Smither och Deborah Watson (GBR)        | 1:46.30 |